# Jean Lambert
Jean Lambert (ur. 1 czerwca 1950 w Orsett) – brytyjska polityk, posłanka do Parlamentu Europejskiego z Londynu, działaczka Partii Zielonych Anglii i Walii (GPEW).

## Życiorys
Ukończyła w 1971 studia filologiczne na Cardiff University. W latach 1972–1978, 1985–1989 oraz 1993–1999 pracowała jako nauczycielka w londyńskim liceum.
W 1977 wstąpiła do Ecology Party (przekształconej w GPEW). W latach 80. i 90. kilkakrotnie pełniła najwyższe funkcje we władzach krajowych partii. Od lat 80. działa na rzecz reformy prawa wyborczego w Wielkiej Brytanii i przyjęcia ordynacji proporcjonalnej. W wyborach do PE w 1999 zdobyła mandat w okręgu londyńskim, stając się (obok Caroline Lucas) pierwszą przedstawicielką angielskich Zielonych w Europarlamencie. W kolejnych wyborach w 2004, 2009 i 2014 odnawiała mandat na kolejne kadencje.
Jean Lambert przystąpiła do grupy Zielonych i Wolnego Sojuszu Europejskiego w Parlamencie Europejskim. Objęła funkcję rzeczniczki frakcji w sprawach dotyczących azylu i uchodźców. Zajęła się problematyką harmonizacji prawa pracy (działała na rzecz przyjęcia dyrektywy o czasie pracy), zmian klimatycznych oraz praw człowieka. W 2005 została wyróżniona przez „The Parliament Magazine” nagrodą MEP Awards w jednej z kategorii.